# Algodão de Jandaíra
Algodão de Jandaíra este un oraș în Paraíba (PB), Brazilia.